# Красноярский поссовет (Оренбургская область)
Красноярский поссовет — сельское поселение в Кваркенском районе Оренбургской области Российской Федерации.
Административный центр — посёлок Красноярский.

## История
9 марта 2005 года в соответствии с законом Оренбургской области № 1900/342-III-ОЗ образовано сельское поселение Красноярский поссовет, установлены границы муниципального образования.

## Население
| 2010  | 2012  | 2013  | 2014  | 2015  | 2016  | 2017  |
| ----- | ----- | ----- | ----- | ----- | ----- | ----- |
| 3136  | ↘3052 | ↘2999 | ↘2987 | ↘2951 | ↘2931 | ↘2897 |
| 2018  | 2019  | 2020  | 2021  |       |       |       |
| ↘2853 | ↘2796 | ↘2743 | ↘2702 |       |       |       |

## Состав сельского поселения
| № | Населённый пункт | Тип населённого пункта          | Население |
| - | ---------------- | ------------------------------- | --------- |
| 1 | Екатериновка     | село                            | 373       |
| 2 | Красноярский     | посёлок, административный центр | ↘2763     |